# Gran Premio di Francia
Il Gran Premio di Francia (in francese Grand Prix automobile de France) è il Gran Premio più antico della storia automobilistica: la prima edizione si svolse nel 1906; in seguito si è svolto come gara automobilistica valida per il Campionato del Mondo di Formula 1 dal 1950 al 2008, ad eccezione dell'edizione 1955, cancellata a causa del disastroso incidente alla 24 ore di Le Mans. La gara si è svolta nuovamente dal 2018 al 2022, con l'eccezione dell'edizione 2020 annullata a causa della pandemia di COVID-19.

## Storia
A differenza di altri gran premi storici, quello di Francia ha cambiato molto spesso sede, venendo ospitato in diversi circuiti; inoltre è stato l'unico gran premio, assieme a quelli di Gran Bretagna e d'Italia ad essere presente nel calendario della Formula 1 sin dal 1950.
La prima corsa considerata come Gran Premio di Francia risale al 1906, quando l'Automobile Club di Francia decise di organizzare una gara in proprio, stabilendo uno specifico regolamento tecnico. Tale decisione fu presa per eliminare un limite che caratterizzava il regolamento della Coppa Gordon-Bennett, il primo trofeo della storia dell'automobilismo, disputatosi dal 1900 al 1905, ossia il numero limitato di auto per ogni Paese partecipante. Così facendo, si voleva permettere alle case automobilistiche francesi di avere una competizione di primo livello in cui cimentarsi e con cui accelerare lo sviluppo dei loro prodotti.
Fino al 1967 la denominazione ufficiale fu "Grand Prix de l'Automobile Club de France"; la denominazione di "Gran Prix de France" con tanto di indicazione di prima edizione fu nel 1968.
Per molti anni il Gran Premio di Francia rimase l'unica gara "nazionale" disputata in maniera continuativa e fu l'evento più importante della stagione delle corse europee. Solo a partire dagli anni '20 fu affiancato stabilmente da altri Gran Premi, a partire da quello d'Italia.
La FIA annunciò inizialmente che dal campionato 2008 il gran premio non si sarebbe più corso a Magny-Cours, ma nella capitale francese Parigi, forse addirittura in un circuito nuovo di zecca all'interno del parco divertimenti Disneyland.
Successivamente la FIA confermò per la stagione 2008 la localizzazione a Magny-Cours, mentre sembrava più probabile un trasferimento dal 2009 o dal 2010.
Il 12 maggio 2008, Bernie Ecclestone annunciò che dal campionato 2009 il gran premio non si sarebbe più corso a Magny-Cours; pertanto, in assenza di altri candidati credibili, il Gran Premio non fu incluso nel calendario della stagione 2009.
Nel giugno 2012 venne prospettato il ritorno del Gran Premio, da tenersi sul Circuito Paul Ricard, probabilmente a fine agosto; successivamente l'assenza dei fondi necessari fece abbandonare il progetto.
Nel maggio 2014 il circuito francese di Magny-Cours annunciò la sua volontà di rientrare nel calendario iridato per ospitare il Gran Premio a partire dalla stagione 2015; Ecclestone invece negò che la Formula 1 potesse tornarci nell'immediato futuro. A dispetto di ciò, due anni dopo lo stesso Ecclestone indicò come probabile una gara al Paul Ricard, per la stagione 2018, prospettiva poi effettivamente verificatasi.
L'edizione del 2022 ha stabilito il nuovo record di presenze con 200 000 spettatori. A partire dalla stagione 2023 il Gran Premio non viene più disputato.

## Albo d'oro
Lo sfondo rosa indica un evento non appartenente al Campionato mondiale di Formula 1.

Lo sfondo verde indica un evento che era parte del Campionato Mondiale Costruttori precedente alla Seconda Guerra Mondiale.

Lo sfondo color crema indica un evento che era parte del Campionato europeo di automobilismo precedente alla Seconda Guerra Mondiale.
| Anno        | Circuito         | Pilota                             | Vettura                   | Resoconto     |
| ----------- | ---------------- | ---------------------------------- | ------------------------- | ------------- |
| 1906        | Le Mans          | Ferenc Szisz                       | Renault AK                | Resoconto     |
| 1907        | Dieppe           | Felice Nazzaro                     | Fiat                      | Resoconto     |
| 1908        | Dieppe           | Christian Lautenschlager           | Mercedes                  | Resoconto     |
| 1909 - 1911 | Non disputato    | Non disputato                      | Non disputato             | Non disputato |
| 1912        | Dieppe           | Georges Boillot                    | Peugeot L76               | Resoconto     |
| 1913        | Amiens           | Georges Boillot                    | Peugeot L5                | Resoconto     |
| 1914        | Lione            | Christian Lautenschlager           | Mercedes-Benz 18/100      | Resoconto     |
| 1915 - 1920 | Non disputato    | Non disputato                      | Non disputato             | Non disputato |
| 1921        | Le Mans          | Jimmy Murphy                       | Duesenberg                | Resoconto     |
| 1922        | Strasburgo       | Felice Nazzaro                     | Fiat 804                  | Resoconto     |
| 1923        | Tours            | Henry Segrave                      | Sunbeam                   | Resoconto     |
| 1924        | Lione            | Giuseppe Campari                   | Alfa Romeo P2             | Resoconto     |
| 1925        | Montlhéry        | Robert Benoist Albert Divo         | Delage 2LCV               | Resoconto     |
| 1926        | Miramas          | Jules Goux                         | Bugatti T39A              | Resoconto     |
| 1927        | Montlhéry        | Robert Benoist                     | Delage 15-S8              | Resoconto     |
| 1928        | St. Gaudens      | William Grover-Williams            | Bugatti T35C              | Resoconto     |
| 1929        | Le Mans          | William Grover-Williams            | Bugatti T35B              | Resoconto     |
| 1930        | Pau              | Philippe Étancelin                 | Bugatti T35C              | Resoconto     |
| 1931        | Montlhéry        | Louis Chiron Achille Varzi         | Bugatti T51               | Resoconto     |
| 1932        | Reims            | Tazio Nuvolari                     | Alfa Romeo P3             | Resoconto     |
| 1933        | Montlhéry        | Giuseppe Campari                   | Maserati 8C-3000          | Resoconto     |
| 1934        | Montlhéry        | Louis Chiron                       | Alfa Romeo P3             | Resoconto     |
| 1935        | Montlhéry        | Rudolf Caracciola                  | Mercedes-Benz W25         | Resoconto     |
| 1936        | Montlhéry        | Jean-Pierre Wimille Raymond Sommer | Bugatti T57G              | Resoconto     |
| 1937        | Montlhéry        | Louis Chiron                       | Talbot-Lago T150C         | Resoconto     |
| 1938        | Reims            | Manfred von Brauchitsch            | Mercedes-Benz W154        | Resoconto     |
| 1939        | Reims            | Hermann Paul Müller                | Auto Union Type D         | Resoconto     |
| 1940 - 1946 | Non disputato    | Non disputato                      | Non disputato             | Non disputato |
| 1947        | Lyon-Parilly     | Louis Chiron                       | Talbot-Lago Monoplace C39 | Resoconto     |
| 1948        | Reims            | Jean-Pierre Wimille                | Alfa Romeo 158            | Resoconto     |
| 1949        | Reims            | Louis Chiron                       | Talbot-Iago               | Resoconto     |
| 1949        | St. Gaudens      | Charles Pozzi                      | Delahaye                  | Resoconto     |
| 1950        | Reims            | Juan Manuel Fangio                 | Alfa Romeo                | Resoconto     |
| 1951        | Reims            | Luigi Fagioli Juan Manuel Fangio   | Alfa Romeo                | Resoconto     |
| 1952        | Rouen            | Alberto Ascari                     | Ferrari                   | Resoconto     |
| 1953        | Reims            | Mike Hawthorn                      | Ferrari                   | Resoconto     |
| 1954        | Reims            | Juan Manuel Fangio                 | Mercedes-Benz             | Resoconto     |
| 1955        | Non disputato    | Non disputato                      | Non disputato             | Non disputato |
| 1956        | Reims            | Peter Collins                      | Ferrari                   | Resoconto     |
| 1957        | Rouen            | Juan Manuel Fangio                 | Maserati                  | Resoconto     |
| 1958        | Reims            | Mike Hawthorn                      | Ferrari                   | Resoconto     |
| 1959        | Reims            | Tony Brooks                        | Ferrari                   | Resoconto     |
| 1960        | Reims            | Jack Brabham                       | Cooper-Climax             | Resoconto     |
| 1961        | Reims            | Giancarlo Baghetti                 | Ferrari                   | Resoconto     |
| 1962        | Rouen            | Dan Gurney                         | Porsche                   | Resoconto     |
| 1963        | Reims            | Jim Clark                          | Lotus-Climax              | Resoconto     |
| 1964        | Rouen            | Dan Gurney                         | Brabham-Climax            | Resoconto     |
| 1965        | Clermont-Ferrand | Jim Clark                          | Lotus-Climax              | Resoconto     |
| 1966        | Reims            | Jack Brabham                       | Brabham-Repco             | Resoconto     |
| 1967        | Le Mans          | Jack Brabham                       | Brabham-Repco             | Resoconto     |
| 1968        | Rouen            | Jacky Ickx                         | Ferrari                   | Resoconto     |
| 1969        | Clermont-Ferrand | Jackie Stewart                     | Matra-Ford                | Resoconto     |
| 1970        | Clermont-Ferrand | Jochen Rindt                       | Lotus-Ford                | Resoconto     |
| 1971        | Le Castellet     | Jackie Stewart                     | Tyrrell-Ford              | Resoconto     |
| 1972        | Clermont-Ferrand | Jackie Stewart                     | Tyrrell-Ford              | Resoconto     |
| 1973        | Le Castellet     | Ronnie Peterson                    | Lotus-Ford                | Resoconto     |
| 1974        | Digione          | Ronnie Peterson                    | Lotus-Ford                | Resoconto     |
| 1975        | Le Castellet     | Niki Lauda                         | Ferrari                   | Resoconto     |
| 1976        | Le Castellet     | James Hunt                         | McLaren-Ford              | Resoconto     |
| 1977        | Digione          | Mario Andretti                     | Lotus-Ford                | Resoconto     |
| 1978        | Le Castellet     | Mario Andretti                     | Lotus-Ford                | Resoconto     |
| 1979        | Digione          | Jean-Pierre Jabouille              | Renault                   | Resoconto     |
| 1980        | Le Castellet     | Alan Jones                         | Williams-Ford             | Resoconto     |
| 1981        | Digione          | Alain Prost                        | Renault                   | Resoconto     |
| 1982        | Le Castellet     | René Arnoux                        | Renault                   | Resoconto     |
| 1983        | Le Castellet     | Alain Prost                        | Renault                   | Resoconto     |
| 1984        | Digione          | Niki Lauda                         | McLaren-TAG Porsche       | Resoconto     |
| 1985        | Le Castellet     | Nelson Piquet                      | Brabham-BMW               | Resoconto     |
| 1986        | Le Castellet     | Nigel Mansell                      | Williams-Honda            | Resoconto     |
| 1987        | Le Castellet     | Nigel Mansell                      | Williams-Honda            | Resoconto     |
| 1988        | Le Castellet     | Alain Prost                        | McLaren-Honda             | Resoconto     |
| 1989        | Le Castellet     | Alain Prost                        | McLaren-Honda             | Resoconto     |
| 1990        | Le Castellet     | Alain Prost                        | Ferrari                   | Resoconto     |
| 1991        | Magny-Cours      | Nigel Mansell                      | Williams-Renault          | Resoconto     |
| 1992        | Magny-Cours      | Nigel Mansell                      | Williams-Renault          | Resoconto     |
| 1993        | Magny-Cours      | Alain Prost                        | Williams-Renault          | Resoconto     |
| 1994        | Magny-Cours      | Michael Schumacher                 | Benetton-Ford             | Resoconto     |
| 1995        | Magny-Cours      | Michael Schumacher                 | Benetton-Renault          | Resoconto     |
| 1996        | Magny-Cours      | Damon Hill                         | Williams-Renault          | Resoconto     |
| 1997        | Magny-Cours      | Michael Schumacher                 | Ferrari                   | Resoconto     |
| 1998        | Magny-Cours      | Michael Schumacher                 | Ferrari                   | Resoconto     |
| 1999        | Magny-Cours      | Heinz-Harald Frentzen              | Jordan-Mugen-Honda        | Resoconto     |
| 2000        | Magny-Cours      | David Coulthard                    | McLaren-Mercedes          | Resoconto     |
| 2001        | Magny-Cours      | Michael Schumacher                 | Ferrari                   | Resoconto     |
| 2002        | Magny-Cours      | Michael Schumacher                 | Ferrari                   | Resoconto     |
| 2003        | Magny-Cours      | Ralf Schumacher                    | Williams-BMW              | Resoconto     |
| 2004        | Magny-Cours      | Michael Schumacher                 | Ferrari                   | Resoconto     |
| 2005        | Magny-Cours      | Fernando Alonso                    | Renault                   | Resoconto     |
| 2006        | Magny-Cours      | Michael Schumacher                 | Ferrari                   | Resoconto     |
| 2007        | Magny-Cours      | Kimi Räikkönen                     | Ferrari                   | Resoconto     |
| 2008        | Magny-Cours      | Felipe Massa                       | Ferrari                   | Resoconto     |
| 2009 - 2017 | Non disputato    | Non disputato                      | Non disputato             | Non disputato |
| 2018        | Le Castellet     | Lewis Hamilton                     | Mercedes                  | Resoconto     |
| 2019        | Le Castellet     | Lewis Hamilton                     | Mercedes                  | Resoconto     |
| 2020        | Non disputato    | Non disputato                      | Non disputato             | Non disputato |
| 2021        | Le Castellet     | Max Verstappen                     | Red Bull-Honda            | Resoconto     |
| 2022        | Le Castellet     | Max Verstappen                     | Red Bull-RBPT             | Resoconto     |

## Statistiche
Le statistiche si riferiscono alle sole edizioni valide per il campionato del mondo di Formula 1 e sono aggiornate al Gran Premio di Francia 2022.

### Vittorie per pilota
| Pos. | Pilota             | Vittorie |
| ---- | ------------------ | -------- |
| 1    | Michael Schumacher | 8        |
| 2    | Alain Prost        | 6        |
| 3    | Juan Manuel Fangio | 4        |
| =    | Nigel Mansell      | 4        |
| 5    | Jack Brabham       | 3        |
| =    | Jackie Stewart     | 3        |
| 7    | Mike Hawthorn      | 2        |
| =    | Dan Gurney         | 2        |
| =    | Jim Clark          | 2        |
| =    | Ronnie Peterson    | 2        |
| =    | Niki Lauda         | 2        |
| =    | Mario Andretti     | 2        |
| =    | Lewis Hamilton     | 2        |
| =    | Max Verstappen     | 2        |

### Vittorie per costruttore
| Pos. | Costruttore | Vittorie |
| ---- | ----------- | -------- |
| 1    | Ferrari     | 17       |
| 2    | Williams    | 8        |
| 3    | Lotus       | 7        |
| 4    | McLaren     | 5        |
| =    | Renault     | 5        |
| 6    | Brabham     | 4        |
| 7    | Mercedes    | 3        |
| 8    | Alfa Romeo  | 2        |
| =    | Tyrrell     | 2        |
| =    | Benetton    | 2        |
| =    | Red Bull    | 2        |
| 12   | Maserati    | 1        |
| =    | Cooper      | 1        |
| =    | Porsche     | 1        |
| =    | Matra       | 1        |
| =    | Jordan      | 1        |

### Vittorie per motore
| Pos. | Motore        | Vittorie |
| ---- | ------------- | -------- |
| 1    | Ferrari       | 17       |
| 2    | Ford-Cosworth | 11       |
| 3    | Renault       | 10       |
| 4    | Honda         | 5        |
| 5    | Climax        | 4        |
| =    | Mercedes      | 4        |
| 7    | Alfa Romeo    | 2        |
| =    | Repco         | 2        |
| =    | Porsche       | 2        |
| =    | BMW           | 2        |
| 11   | Maserati      | 1        |
| =    | Mugen-Honda   | 1        |
| =    | RBPT          | 1        |

### Pole position per pilota
| Pos. | Pilota             | Pole |
| ---- | ------------------ | ---- |
| 1    | Juan Manuel Fangio | 5    |
| 2    | Jim Clark          | 4    |
| =    | Michael Schumacher | 4    |
| 4    | Jackie Stewart     | 3    |
| =    | Alain Prost        | 3    |
| =    | Nigel Mansell      | 3    |
| =    | Damon Hill         | 3    |
| 8    | Alberto Ascari     | 2    |
| =    | Niki Lauda         | 2    |
| =    | René Arnoux        | 2    |
| =    | Ralf Schumacher    | 2    |
| =    | Fernando Alonso    | 2    |
| =    | Lewis Hamilton     | 2    |

### Pole position per costruttore
| Pos. | Costruttore | Pole |
| ---- | ----------- | ---- |
| 1    | Ferrari     | 18   |
| 2    | Williams    | 10   |
| 3    | Lotus       | 7    |
| =    | Renault     | 7    |
| 5    | McLaren     | 4    |
| 6    | Mercedes    | 3    |
| 7    | Alfa Romeo  | 2    |
| =    | Brabham     | 2    |
| =    | Matra       | 2    |
| =    | Tyrrell     | 2    |
| 11   | Maserati    | 1    |
| =    | Cooper      | 1    |
| =    | Ligier      | 1    |
| =    | Stewart     | 1    |
| =    | Red Bull    | 1    |

### Pole position per motore
| Pos. | Motore        | Pole |
| ---- | ------------- | ---- |
| 1    | Ferrari       | 18   |
| 2    | Renault       | 13   |
| 3    | Ford-Cosworth | 8    |
| 4    | Climax        | 5    |
| =    | Honda         | 5    |
| 6    | Mercedes      | 4    |
| 7    | Alfa Romeo    | 3    |
| =    | BMW           | 3    |
| 9    | Maserati      | 1    |
| =    | Repco         | 1    |
| =    | Matra         | 1    |

### Giri veloci per pilota
| Pos. | Pilota             | GPV |
| ---- | ------------------ | --- |
| 1    | Michael Schumacher | 5   |
| =    | David Coulthard    | 5   |
| 3    | Juan Manuel Fangio | 4   |
| =    | Alain Prost        | 4   |
| =    | Nigel Mansell      | 4   |
| 6    | Jack Brabham       | 3   |
| 7    | Graham Hill        | 2   |
| =    | Jim Clark          | 2   |
| =    | Jackie Stewart     | 2   |
| =    | Kimi Räikkönen     | 2   |

### Giri veloci per costruttore
| Pos. | Costruttore | GPV |
| ---- | ----------- | --- |
| 1    | Ferrari     | 16  |
| 2    | McLaren     | 10  |
| 3    | Williams    | 9   |
| 4    | Lotus       | 4   |
| 5    | BRM         | 3   |
| =    | Brabham     | 3   |
| =    | Renault     | 3   |
| 8    | Alfa Romeo  | 2   |
| =    | Matra       | 2   |
| =    | Tyrrell     | 2   |
| =    | Benetton    | 2   |
| =    | Mercedes    | 2   |
| 13   | Maserati    | 1   |
| =    | Cooper      | 1   |
| =    | March       | 1   |
| =    | Red Bull    | 1   |

### Giri veloci per motore
| Pos. | Motore        | GPV |
| ---- | ------------- | --- |
| 1    | Ferrari       | 16  |
| 2    | Ford-Cosworth | 10  |
| 3    | Renault       | 8   |
| =    | Mercedes      | 8   |
| 5    | Honda         | 5   |
| 6    | Climax        | 4   |
| 7    | BRM           | 3   |
| 8    | Alfa Romeo    | 2   |
| =    | BMW           | 2   |
| 10   | Maserati      | 1   |
| =    | Matra         | 1   |
| =    | TAG Porsche   | 1   |
| =    | Judd          | 1   |

### Podi per pilota
| Pos. | Pilota             | Podi |
| ---- | ------------------ | ---- |
| 1    | Alain Prost        | 11   |
| =    | Michael Schumacher | 11   |
| 3    | Jack Brabham       | 6    |
| =    | Jackie Stewart     | 6    |
| =    | Nigel Mansell      | 6    |
| 6    | Juan Manuel Fangio | 5    |
| =    | Nelson Piquet      | 5    |
| =    | Kimi Räikkönen     | 5    |
| =    | Lewis Hamilton     | 5    |
| 10   | James Hunt         | 4    |
| =    | Damon Hill         | 4    |
| =    | Rubens Barrichello | 4    |

### Podi per costruttore
| Pos. | Costruttore | Podi |
| ---- | ----------- | ---- |
| 1    | Ferrari     | 50   |
| 2    | McLaren     | 22   |
| 3    | Williams    | 21   |
| 4    | Brabham     | 13   |
| 5    | Lotus       | 12   |
| 6    | Renault     | 11   |
| 7    | Mercedes    | 8    |
| 8    | Cooper      | 6    |
| 9    | BRM         | 5    |
| =    | Tyrrell     | 5    |
| =    | Benetton    | 5    |
| 12   | Maserati    | 4    |
| =    | Matra       | 4    |
| =    | Red Bull    | 4    |

### Podi per motore
| Pos. | Motore        | Podi |
| ---- | ------------- | ---- |
| 1    | Ferrari       | 50   |
| 2    | Ford-Cosworth | 35   |
| 3    | Renault       | 26   |
| 4    | Mercedes      | 16   |
| 5    | Honda         | 13   |
| 6    | Climax        | 11   |
| 7    | BRM           | 5    |
| =    | BMW           | 5    |
| 9    | Alfa Romeo    | 4    |
| =    | Maserati      | 4    |
| =    | Repco         | 4    |
| =    | TAG Porsche   | 4    |

### Punti per pilota
| Pos. | Pilota             | Punti |
| ---- | ------------------ | ----- |
| 1    | Michael Schumacher | 98    |
| 2    | Lewis Hamilton     | 92    |
| 3    | Alain Prost        | 81    |
| =    | Max Verstappen     | 81    |
| 5    | Kimi Räikkönen     | 64    |
| 6    | Nigel Mansell      | 48    |
| 7    | Juan Manuel Fangio | 44    |
| =    | Jackie Stewart     | 44    |
| 9    | Jack Brabham       | 41    |
| =    | Fernando Alonso    | 41    |

### Punti per costruttore
| Pos. | Costruttore | Punti |
| ---- | ----------- | ----- |
| 1    | Ferrari     | 432   |
| 2    | McLaren     | 226   |
| 3    | Williams    | 184   |
| 4    | Mercedes    | 152   |
| 5    | Red Bull    | 124   |
| 6    | Lotus       | 120   |
| =    | Renault     | 120   |
| 8    | Brabham     | 97    |
| 9    | Cooper      | 55    |
| 10   | Tyrrell     | 54    |

### Punti per motore
| Pos. | Motore        | Punti |
| ---- | ------------- | ----- |
| 1    | Ferrari       | 447   |
| 2    | Ford-Cosworth | 304   |
| 3    | Mercedes      | 270   |
| 4    | Renault       | 269   |
| 5    | Honda         | 155   |
| 6    | Climax        | 102   |
| 7    | BMW           | 61    |
| 8    | Maserati      | 41    |
| 9    | BRM           | 37    |
| =    | RBPT          | 37    |